# Протосингелос, Ахиллевс
Ахиллевс Протосингелос (греч.  Αχιλλεύς Πρωτοσύγκελος, Лариса 1879 — Афины 1975) — генерал-лейтенант греческой армии, участник Первой мировой войны, министр.

## Биография
Ахиллевс Протосингелос родился в 1879 году в городе Лариса.
Окончив школу в родном городе, в 1901 году (по другим данным 2 октября 1900 года) добровольцем вступил в греческую армию. Учился в школе унтер-офицеров. В 1909 году получил звание младшего лейтенанта пехоты. В том же году примкнул к антимонархистскому офицерскому движению, возглавляемом полковником Николаосом Зорбасом и стал сторонником критского революционера и политика Э. Венизелоса, которому остался верен всю свою оставшуюся жизнь.
Принял участие в первой и во второй Балканских войнах.
В Первой Балканской, против турок, был штабным офицером 4-го пехотного полка, а затем штабным офицером «Бригады Мецово».
Во Второй Балканской, против болгар, командуя ротой 4-го пехотного полка принял участие в победном для греческого оружия сражении при Килкис и незавершённом последнем сражении войны в Кресненском ущелье. Завершил войну в Горной Джумайе, в 100 км от болгарской столицы.
В период 1916—1918 воевал на Македонском фронте Первой мировой войны. В звании майора и будучи начальником штаба «Дивизии Архипелага», в мае 1918 года принял участие в сражении при Скра. За заслуги в этой победе над болгарами был повышен в звание подполковника.
Принял участие в Украинском походе греческой армии в поддержку Белого движения.
В Малоазийском походе (1919—1922) первоначально служил связным при генеральном штабе малоазийского экспедиционного корпуса. Вместе с командующим Л. Параскевопулосом и офицерами — штабистами Т. Пангалосом, П. Сарияннисом, Г. Спиридонос, Д. Н. Боцарисом и М. Визасом принял участие в подготовке плана наступления экспедиционного корпуса в направлении Прусы, которое завершилось победой над турками летом 1920 года.
В дальнейшем был назначен командиром 3-го пехотного полка (позже был переименован в 48-й пехотный полк). После прорыва фронта летом 1922 года, с боями вывел полк к побережью Эгейского моря и успешно переправил его на греческий остров Лесбос.
В звании подполковника принял участие в последовавшем в сентябре антимонархистском восстании армии. Был в числе 12 офицеров вошедших в состав Революционного комитета:386.
В Межвоенный период последовательно стал Министром правопорядка (1924), Генеральным инспектором пехотных частей (1926), Командиром ΙΙ дивизии (1926—1928), Командиром столичного гарнизона (1929), Генеральным начальником Военного министерства (1930—1934), заместителем начальника Генерального штаба (1934—1935).
В звании генерал-лейтенанта возглавил Школу войны для старших офицеров действующей армии (1935—1936). Был демобилизован 16 июля 1936 года.
Отрицательно отнёсся к установленному 4 августа диктаторскому режиму генерала И. Метаксаса. В марте 1938 года отставной генерал Протосингелос вступил в антидиктаторскую «Тайную революционную организацию» (МЕО):480.
Генерал Протосингелос умер в Афинах в период тройной, германо-итало-болгарской, оккупации Греции, 15 декабря 1943 года.
Выпуск 2013 года военного училища унтер-офицеров города Трикала получил имя «Класс генерал-лейтенанта Ахилла Протосингелоса».